# La fortezza dell'oro liquido
La fortezza dell'oro liquido (Bee On Guard) è un film del 1951 diretto da Jack Hannah. È un cortometraggio animato realizzato, in Technicolor, dalla Walt Disney Productions, uscito negli Stati Uniti il 14 dicembre 1951 e distribuito dalla RKO Radio Pictures. A partire dagli anni novanta è più noto come Ape di guardia.

## Trama
Uno sciame di api si prepara a raccogliere il nettare dai fiori per fare il miele. Esse sono capeggiate da un generale, il quale incarica Spike (dall'aspetto diverso da quello originale) di fare la guardia all'alveare. Lo sciame si dirige verso un campo di fiori, che, a loro insaputa, è di proprietà di Paperino. Il papero, vedendo le api all'opera, decide di ottenere anche lui del miele. Si traveste così da ape, riuscendo a ingannare Spike, che gli propone un brindisi, durante il quale Paperino ruba tutto il miele dall'alveare. Quando poi le api ritornano all'alveare, il generale nota Spike che dorme e, quando scopre che tutto il miele è scomparso, destituisce Spike. Triste e affranto, Spike si allontana, ma all'improvviso nota delle tracce di miele che portano direttamente alla casa di Paperino. Spike sbircia nella casa, dove vede Paperino che si traveste nuovamente da ape, con l'intento di rubare dell'altro miele. Rendendosi conto di essere stato ingannato, Spike si vendica e comincia ad affrontare il papero, sotto lo sguardo preoccupato delle altre api e del generale. La lotta è drammatica, ma alla fine Spike riesce a sconfiggere Paperino, venendo acclamato e premiato per aver difeso il miele e l'alveare.

## Distribuzione

### Edizioni home video

#### VHS
- Winny Puh orsetto ghiottone (settembre 1982)[3]
- Cartoons Disney 6 (dicembre 1985)[1]
- Winny Puh orsetto ghiottone (1987)[4]
- Sono io... Paperino (marzo 1990)[2]
- VideoParade vol. 10 (settembre 1993)
- Paperino e l'arte del divertimento (ottobre 2004)

#### DVD
- Paperino e l'arte del divertimento